# 矢都木二郎
矢都木 二郎（やとぎ じろう）は、日本の実業家。株式会社麺屋武蔵代表取締役社長。山田雄により創業されたラーメンチェーン店『麺屋武蔵』の経営を引継ぎ、創業者の作り出したイズムである"革新的で上質"なラーメン店作りを継承しながらも、新しい独自の発想に基づいた経営方針で様々な企業とのコラボレーション企画やチョコレートやイチゴなど意外な食材とラーメンとのコラボなど、ユニークなメニューの仕掛人としても知られるほか、業界の職種的地位向上を始め、職場環境・待遇の積極的改善、「料理ボランティアの会」を通じてのボランティア活動などにも注力する。

## 人物・略歴

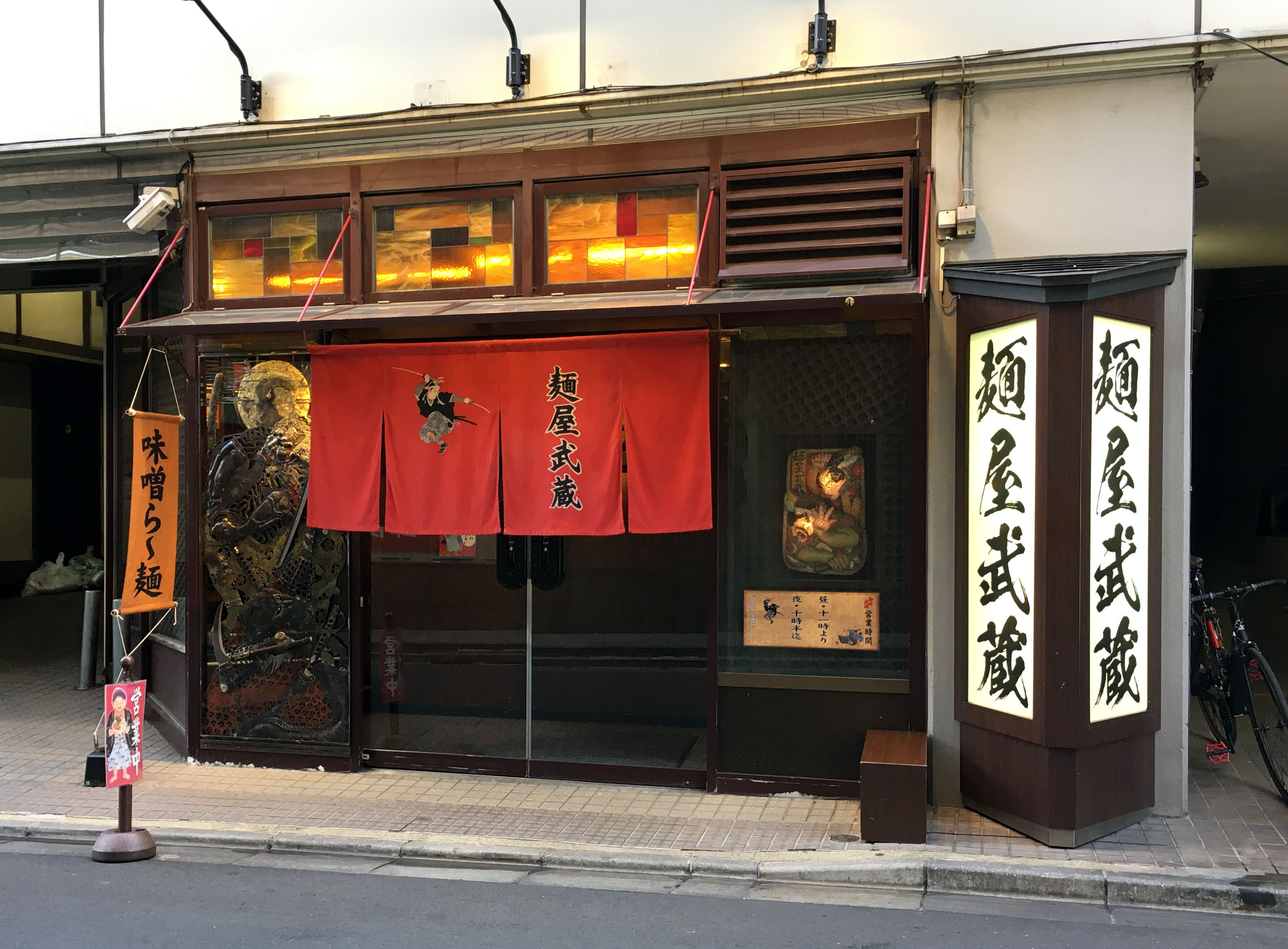
矢都木が代表者を務める麺屋武蔵『創始 麺屋武蔵』

1976年埼玉県生まれ。活発で部活やサッカーに興じる子供時代を過ごす。当時よりラーメン好きで、インスタントラーメンを作って食べるのが好きであった。大学時代には当時はまだ一般的ではなかった「つけ麺」に熱中し、坂戸の「丸長」に年間100日は通うほどであった。11時のオープンから行列ができてほんの2、3時間で売り切れて営業を終えてしまう様子を見て、実質労働時間は5時間程度、あとはフリーそのような生活できるのは良いなぁと憧れを持つ。当時より「麺屋武蔵」は従来のラーメン店のあり方を否定していると感じていた。城西大学経済学部を卒業後、一般企業（包装メーカーで後に1部上場） に就職し営業を担当するが、ラーメンへの思いは断ち難く、外回りに行ってはラーメンを食べ歩く日々であった。2年足らず働いたものの、生きている心地がしなかった。将来の独立を見越して2001年2月、24歳で麺屋武蔵に入社。麺屋武蔵を選んだ理由は、同店が業界で一番になる方法論を知ってる店だと考え「大人気行列店のヒットの仕方を知りたい」、「将来は独立してつけ麺店を開業したい」であった。麺屋武蔵では、社長が他の従業員と一緒に現場に立っていることが大きな衝撃であった。そのため、何か用事や提案があれば、すぐに直談判ができた。この自由度の高い麺屋武蔵の気風は、矢都木とは相性が良かった。同店ではまた、職人気質の店にありがちな商品偏重にならない顧客満足の追求が実践できた。現在でも矢都木は体験価値の向上が最も重要と考え、体験価値を作り込めないラーメンショーやフードコートなどには出店しない。
「麺屋武蔵」はアパレル出身の山田雄が今までにないラーメン店を作りたいとの思いから1996年に1号店を開業したものであり、間接照明を使ったインテリアやジャズのBGMの流れる店内は、当時から話題になっていた。また、かつお節、煮干し、サンマ干しといった魚の乾物を使ったスープも珍しく、店ごとに味を変えている点など従来とは異なったコンセプトを持つラーメン店であった。矢都木は2003年には、上野に開店した「麺屋武蔵 武骨」の店長に就任。一社員でありながら自由に好きなことをやらせてもらえたことで、独立の思いは消えた。10年後の2013年には、初代社長の山田雄から引継ぎ、2代目の代表取締役社長に就任。
ラーメン店で「味の体験」（モノ）だけにとどまらず「時の体験」（コト）で客に楽しんでもらうという創業者から引き継いだコンセプトのもと、ラーメンの味やユニークなメニューだけににとどまらず、矢都木は様々なストーリーを組み立た。例えば店内各所に宮本武蔵にまつわる備品を配し、湯切りのパフォーマンス、活気のあるスタッフの対応や挨拶などを通して"モノ"を売るのではなく、ラーメンにまつわる"コト"で客を楽しませるという発想を持ち込んだ。また、現場に任せる主義をさらに徹底させ、自身はそのサポートに徹している。麺屋武蔵のほかにもうひとつの屋号を掲げる「ダブルブランド」店では特にその傾向が強く、店長同士の切磋琢磨を生み出させている。矢都木が見るのは客数だけで、客数が減少した場合は改善を求めるが、具体策については一切口出ししない。これは、矢都木がサラリーマンとラーメン店の両方を経験したことから、サラリーマン時代に決断と実行の速度が遅くなる上、上司が責任を取るわけでもない上司の判子など不要と感じたことに起因する。こうした手法で上野の「麺屋武蔵 武骨」では、月あたり1席100万円の売り上げを記録したのを始め、東日本大震災が発生した2011年以外は、右肩上がりで売上げを伸長させた。また、一般にラーメン店では「1000円の壁」がネックになるが、麺屋武蔵では豪華トッピング付きの1100円~1400円の高めの価格設定もなされ、価値を提供しながら高い粗利を確保することで従業員の待遇改善を果たしている。
矢都木は主義として「ブレずにやり切る」、「客の信頼を裏切らない」、「期間限定麺を除いて"売切れ御免"はしない」、「値下げはしない」などを上げている。また、「独立は手段であって結果論ではない。独立はスタートである」とも語っている。さらに、飲食業界全体の職種としての不人気を懸念し、土台となる報酬体系や労働環境の整備のため、安定した条件を保証できる正社員雇用の推進や現場が働きやすい環境を整えることを重要視し｢逆ピラミッド｣構造の組織体を敷くなどの改革を行ったほか、外国人客への対応として、外国語対応の券売機への切り替えや、日本語が話せる外国人スタッフの雇用を推進するなどの改善を行った。
矢都木は店長会議もブランド維持には欠かせないと考えている。会議では麺屋武蔵というブランドの共通認識を確認し、方向性のずれがないかをお互いにチェックする。日本人は初対面で物怖じせず議論できる文化も持っていないため、顔を合わせ雑談を交わすだけでも、店長間のコミュニケーションの形成に役立っていると考えている。
座右の銘は「念ずれば花開く」。

### コラボメニューほか
矢都木は、ユニークなコラボメニューの発案でも知られ、ロッテとのチョコレートつけ麺「つけガーナ」、日本酒の「獺祭」（だっさい）で知られる旭酒造とは酒粕を使用したラーメン「獺祭酒芳味噌ら～麺」などを発表したほか、サークルK、アパグループ、江崎グリコ、三島食品や日本薬科大学とのコラボ麺なども企画・発売している。2019年には三陸産のホヤを使ったホヤラーメンを開発したほか、2020年6月には、日本薬科大学と、免疫バランスを整えるテイクアウト仕様の特製ラーメン『医療従事者応援 冷やし麺』を共同開発し、新型コロナウイルス軽症者の受け入れを行う施設関係者へ無償提供することを発表した。
また、小学校へラーメンを給食として提供したり、料理専門学校での授業を行なうなど新しい試みを行っている。

### 著書
『麺屋武蔵 ビジネス 五輪書』 仕事で勝ち抜く成功の極意49（学研プラス、2017年3月2日）ISBN 9784054065390
五輪書になぞらえたビジネス哲学を著したもので、麺屋武蔵の店名の由来や「個を敬い繫を旨とする」という言葉を経営理念とすること、「同業他社を見すぎるな」、効率化のために「手間のために、ムダをなくせ」、独立する人には必ず「自分のやりたいことをするな」と伝えていることなどが述べられている。

## 年譜
- 1976年 - 埼玉県に生まれる。城西大学卒業[5]。
- 1998年 - 一般企業に就職[5]。
- 2001年 - 2月、24歳で独立開業を目標に麺屋武蔵に転職[5][7]。
- 2003年 - 27歳で、上野店店長に昇格[5]。
- 2013年 - 11月11日、創業者で初代社長の山田雄から引継ぎ、2代目の代表取締役社長に就任[5][7]。